# Đồng hồ thiên văn Brno

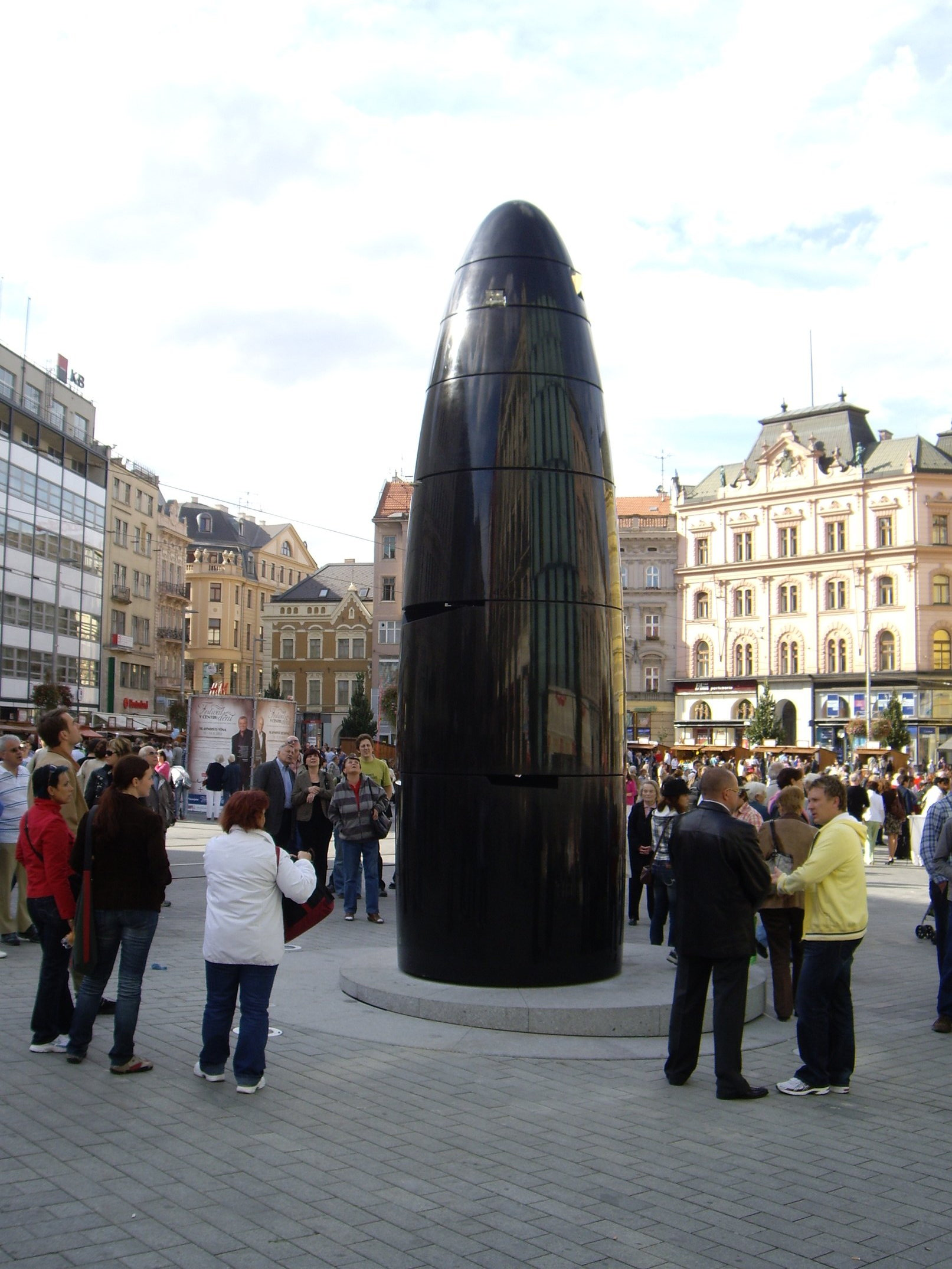
Đồng hồ thiên văn Brno (2010)

Đồng hồ thiên văn Brno (tiếng Séc: Brněnský orloj) là một tượng đài bằng đá đen nổi bật với hình dạng một viên đạn và có kim đồng hồ ở bên trong. Tượng đài này cao khoảng 6 mét, tọa lạc ở Quảng trường Tự do (Náměstí Svobody) thuộc thành phố Brno, Cộng hòa Séc. Vào lúc 11 giờ trưa mỗi ngày, tượng đài này sẽ thả ra một quả cầu thủy tinh mang huy hiệu của thành phố, dành cho bất kỳ khán giả nào may mắn bắt lấy được để làm vật kỷ niệm.

## Lịch sử
Hai nhà điêu khắc Oldřich Rujbr và Petr Kameník đã cùng nhau tạo ra tượng đài này dựa theo sáng kiến của thị trưởng Roman Onderka. Công trình này được xây dựng trong thời gian ba năm với tổng chi phí là 12 triệu Koruna Séc. Đồng hồ thiên văn Brno chính thức được khánh thành vào ngày 18 tháng 9 năm 2010, nhân dịp kỷ niệm 365 năm ngày thành phố Brno thành công đẩy lùi cuộc vây hãm của quân đội Thụy Điển năm 1645 (trong cuộc chiến tranh Ba Mươi Năm). Năm 2011, những phiên bản nhỏ hơn của đồng hồ thiên văn Brno chỉ cao 18 cm, bắt đầu ra mắt thị trường và trở thành một trong những món quà lưu niệm du lịch mỗi khi có dịp đến thăm thành phố Brno.

## Sự thật thú vị
Công trình này thường được gọi là đồng hồ thiên văn hay đồng hồ thiên văn Brno, nhưng thực ra hoàn toàn giống một chiếc đồng hồ đa chức năng thông thường, chỉ khác ở phương diện kích thước và vẻ ngoài.